# 马尔巴什
马尔巴什（法語：Marbache，法語發音：[maʁbaʃ]）是法国默尔特-摩泽尔省的一个市镇，位于该省南部，属于南锡区。

## 地理
马尔巴什（48°47'50"N, 6°6'8"E）面积10.63 平方千米，位于法国大東部大區默尔特-摩泽尔省，该省份为法国东北部内陆省份，是洛林的一部分，北邻比利时、卢森堡，北起顺时针与摩泽尔省、下莱茵省、孚日省和默兹省接壤。
与马尔巴什接壤的市镇（或旧市镇、城区）包括：贝尔维尔、屈斯蒂讷、利韦丹、米勒里、蓬佩、赛兹赖。

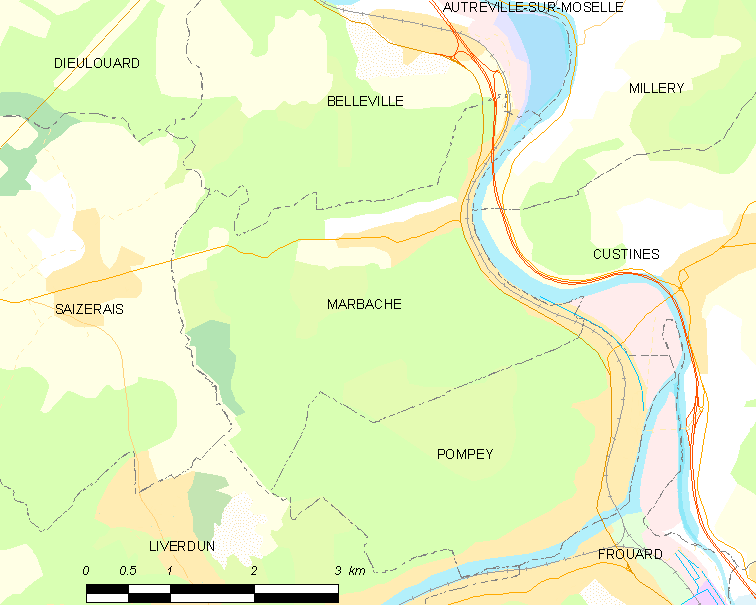
马尔巴什的OSM定位图

马尔巴什的时区为UTC+01:00、UTC+02:00（夏令时）。

## 行政
马尔巴什的邮政编码为54820，INSEE市镇编码为54351。

## 政治
马尔巴什所属的省级选区为南洛林谷县。

## 人口

1962-2008年间马尔巴什人口变化图示

马尔巴什于2022年1月1日时的人口数量为1671人。